# Burnaby—Kingsway
Pour les articles homonymes, voir Burnaby (homonymie) et Kingsway.
Burnaby—Kingsway est une ancienne circonscription électorale fédérale de la Colombie-Britannique, représentée de 1988 à 1997.
La circonscription de Burnaby—Kingsway a été créée en 1987 avec des parties de Burnaby, North Vancouver—Burnaby et Vancouver Kingsway. Abolie en 1996, elle fut incorporée dans Burnaby—Douglas.

## Géographie
En 1987, la circonscription de Burnaby—Kingsway comprenait:
- Une partie de la municipalité de Burnaby délimitée par la Kingsway, l'avenue Willingdonm la rue Grange, la rue Dover, l'avenue Royal Oak et par la Route transcanadienne
- Une partie de la ville de Vancouver, délimitée par la 49e avenue, la rue Imperial, la rue Kerr, la 45e avenue, la rue Rupert, la 41e avenue, la rue Nanaimo la 29e avenue et la route Grandview

## Député
1. 1988-1997 — Svend Robinson, NPD

- NPD = Nouveau Parti démocratique